# Амирабадская культура
Амирабадская культура — археологическая культура эпохи поздней бронзы (9—8 вв. до н. э.) на территории древнего Хорезма. Выделена С. П. Толстовым по раскопкам стоянок в районе канала Амирабад (Каракалпакстан) в 1937—40. Население Амирабадской культуры, жившее родовыми общинами (посёлки из 15—20 прямоугольных полуземлянок), занималось ирригационным земледелием и скотоводством. Характерна лепная керамика, поверхность сосудов часто залощена. На поселении Якке-Парсан 2 найдены также бронзовые листовидные наконечники стрел, серпы и формы для их отливки.
Находки, обнаруженные при раскопках курганных захоронений (северный Тагискен) в дельте Сырдарьи, относящиеся к X—VIII вв. до н. э., свидетельствуют о начавшемся имущественном расслоении среди населения древнего Хорезма. Они представляют собой курганы — разрушенные временем руины больших мавзолеев, построенных из сырцового кирпича.
в VIII в до н. э. периодически происходят прорывы воды из Амударьи в южные русла Присарыкамышской дельты (Южный и Средний Даудан). По всей видимости, не позднее конца VIII до н.э. по ним устанавливается постоянный сток в Сарыкамыш. В это же время значительно сокращается сток по Южной Акчадарьинской дельте (правобережье Амударьи), что послужило основной причиной ухода с этой территории населения, освоившего оазис в эпоху поздней бронзы (Амирабадская культура).
Е. Е. Кузьмина указывая на сходство археологических находок, связывала существование этой археологической культуры с широким кругом древнеземледельческих культур эпохи финальной бронзы Средней Азии и Ирана, возникших при переходе восточно-иранских пастушеских племён к новому хозяйственно-культурного типу в результате культурного заимствования